# 小筑紫町
小筑紫町（こづくしちょう）は高知県幡多郡にあった町。現在の宿毛市小筑紫町各町にあたる。本項では町制前の名称であるに小筑紫村（こづくしむら）ついても述べる。

## 地理
- 海洋：宿毛湾
- 山岳：荒瀬山、中畑山、熊ヶ森
- 河川：伊与野川、福良川
- 岬：長崎鼻、蛭子鼻

## 歴史
- 1889年（明治22年）4月1日 - 町村制の施行により、伊与野村・石原村・小筑紫村・福良村・榊浦村・湊浦村・内外ノ浦村・小浦村・田ノ浦村・津賀ノ川村・呼崎村の区域をもって小筑紫村が発足。旧榊浦が大字栄喜、旧湊浦が大字湊となる。
- 1950年（昭和25年）11月3日 - 小筑紫村が町制施行して小筑紫町となる。大字伊与野の一部が大字大海となる。
- 1954年（昭和29年）3月31日 - 宿毛町・橋上村・平田村・山奈村・沖ノ島村と合併して宿毛市が発足。同日小筑紫町廃止。